# Korpus Strażniczy Luftwaffe w Danii
Korpus Strażniczy Luftwaffe w Danii (niem. Wachkorps der Luftwaffe in Dänemark, duń. Vagtkorpset det tyske Luftvaaben in Danmark), zwany też Sommers Vagtkorpset, czy Sommerkorpset – ochotnicza formacja zbrojna Luftwaffe złożona z Duńczyków podczas II wojny światowej.
Korpus został sformowany w lutym 1944 r. Rekrutował się spośród duńskich ochotników. Liczył – według różnych źródeł – od ok. 800 do ok. 1,2 tys. lekko uzbrojonych ludzi (jedynie broń strzelecka) zgrupowanych w pięciu kompaniach. Na ich czele stał kpt. pil. Poul Sommer, b. oficer duńskiego lotnictwa wojskowego, który po zajęciu kraju przyłączył się do Luftwaffe, a następnie walczył nad Afryką Północną, Sycylią i na froncie wschodnim. 
Zadaniem formacji było ochranianie instalacji militarnych Luftwaffe na obszarze okupowanej Danii. Została ona rozwiązana po roku istnienia w lutym 1945 r., a jej członkowie przeniesieni do różnych innych jednostek.